# Марабут

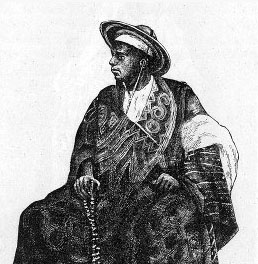
Марабут, Сенегал (1890-і рр.)

Марабу́т (інколи мурабі́т, фр. marabout від араб. мурабіт — «житель рибату (фортеці)») — член мусульманського військово-релігійного ордену дервішів у Північній Африці, що жив у рибатах (укріплених населених пунктах; звідси й назва).

## Джерело
- Словник іншомовних слів, Головна редакція УРЕ АН УРСР, К., 1975, стор. 412